# Soudja
Soudja (russe et ukrainien : Суджа) est une ville et municipalité de l'oblast de Koursk et le centre administratif du raïon de Soudja. Sa population s'élevait à 5 127 habitants au recensement de 2021.
Depuis le 6 août 2024, dans les suites de l'invasion russe de l'Ukraine, des combats ont lieu à l'extérieur de la ville entre les forces armées ukrainiennes et les forces armées russes. La ville est constamment bombardée, l'état d'urgence a été instauré depuis le 7 août et la majeure partie de la population a quitté la localité. La ville est contrôlée par l'Ukraine et gérée par l'Administration militaire ukrainienne de Koursk. Le 12 mars 2025, la ville est reprise par les troupes russes.

## Géographie
La ville de Soudja se situe dans l'oblast de Koursk, un oblast de la partie européenne de la Russie. Elle fait partie du raïon de Soudja et forme une municipalité de celui-ci. Soudja est arrosée par les rivières Soudja et Oliochnia. Elle est située à 8 km de la frontière ukrainienne, à 47 km au nord-est de Soumy (Ukraine), à 84 km au sud-ouest de Koursk et à 531 km au sud-sud-ouest de Moscou. Elle est depuis août 2024 sous contrôle Ukrainien et gérée par l'Administration militaire ukrainienne de Koursk

## Histoire

### Tsarat de Russie
Soudja a été fondée (à la place d'un village détruit par un incendie au XVIIe siècle), en pleine guerre russo-polonaise, comme un élément du système de fortification qui défendait les approches méridionales de Moscou. On construisit une muraille de bois avec quatorze tours (dont quatre tours d'entrée) qui marquait la limite avec un territoire de rivières et de marais. À l'intérieur de la forteresse, une sotnia, ou centurie, de cosaques gardait le bourg et ses alentours. Ils appartenaient au régiment de Soumy. Après la guerre russo-polonaise et l'intégration de l'hetmanat à l'Empire russe, Soudja perdit son caractère stratégique et demeura une ville marchande, en Ukraine slobodienne. Elle a le statut de ville depuis 1664.

### Empire russe
Par un oukaze de Catherine la Grande, la ville devient en 1785 le chef-lieu d'un ouïezd.
En 1870, la ville comptait 4 482 habitants et les faubourgs 5 624. En 1869, la ville comptait 393 artisans et en 1871, neuf usines. À la fin du XIXe siècle, la ville accueillait quatre foires annuelles et deux marchés hebdomadaires. Selon le recensement de l'Empire russe de 1897, la ville comptait 7 433 habitants, dont 61,2 % étaient des Ukrainiens, 37,2 % des Russes, 1,2 % des Juifs et 0,3 % des Polonais. La ville possède une gare qui était, en 1893 reliée au chemin de fer Moscou-Kyïv-Voronej, terminus après la gare de Koreneve.
Elle fut occupée par l'armée allemande pendant la Première Guerre mondiale, puis vit passer les troupes de l'Armée de Denikine et les troupes de l'Armée rouge, ainsi que celles de Petlioura et celle de Makhno.
Alors peuplée majoritairement d'Ukrainiens, elle devient brièvement la capitale de l'Ukraine soviétique en décembre 1918, avant d'être rattachée à la Russie en 1922.

### Période soviétique
Pendant la Seconde Guerre mondiale, elle fut occupée par l'Allemagne nazie le 18 octobre 1941. Elle fut libérée par le front de Voronej de l'Armée rouge le 3 mars 1943.

### Guerre russo-ukrainienne
Après le début de l'invasion russe à grande échelle de l'Ukraine en 2022, Soudja est devenu le dernier point restant par lequel le gaz naturel s'écoulait de la Russie vers l'Europe via l'Ukraine après le sabotage des gazoducs Nord Stream en septembre 2022.
Le 4 juin 2023, la Russie a déclaré avoir abattu un drone ukrainien au-dessus de Soudja.
Dans le contexte de la guerre d'invasion de l'Ukraine par la Russie, le 3 juin 2024, les forces de défense ukrainiennes de la 103e brigade de défense territoriale et de la 53e brigade mécanisée, ont détruit une colonne militaire russe dans l'oblast de Koursk en Russie, entre Sverdlikovo et Soudja, près de la frontière,.
Dans la nuit du 5 au 6 août 2024, de violents combats ont éclaté à la frontière de l'oblast de Koursk et autour de Soudja dans le cadre d'une incursion des forces ukrainiennes. Des sources russes ont affirmé que des militaires ukrainiens et des membres du Corps des volontaires russes pro-ukrainiens de toute la Russie ont été impliqués dans les raids et l'attaque mécanisée de l'Ukraine a été repoussée selon des sources russes. La situation est toujours en cours dans la région,. La ville tombe finalement aux mains des Ukrainiens le 8 août 2024,. Elle est maintenant gérée par l'Administration militaire ukrainienne de Koursk
Le ministère russe de la défense déclare que Soudja est entre les mains des troupes russes le 12 mars 2025 après que ces derniers ont brandi leur drapeau dans le centre ville.

## Politique et administration

### Statut
Dans le cadre des divisions administratives, Soudja est le centre administratif du raïon de Soudja. En tant que division administrative, elle est incorporée au raïon de Soudja en tant que ville d'importance de raïon de Soudja. En tant que division municipale, la ville d'importance de raïon de Soudja est incorporée au raïon municipal de Soudja en tant qu'établissement urbaine de Soudja.

### Élections
Le maire Vladimir Diatchenko du parti Russie unie est arrivé second aux élections de 2023 face au candidat indépendant Vitaly Slachtchev. En avril 2023, Diatchenko avait refusé de se soumettre à un contrôle d'alcoolémie et le tribunal lui avait subséquemment retiré son permis de conduire. Avec l'offensive ukrainienne de 2024 dans l'oblast de Koursk, la prise de contrôle par l'Ukraine de la ville et la mise en place de l'Administration militaire ukrainienne de Koursk, la ville est donc dirigée par Edouard Moskalyov
| Scrutin | 1er tour | 1er tour | 1er tour | 1er tour                                | 1er tour                                | 1er tour                                | 1er tour                                | 1er tour                                | 1er tour                                | 1er tour                                | 1er tour                                | 1er tour                                | 2d tour     | 2d tour     | 2d tour     | 2d tour     | 2d tour     | 2d tour     | 2d tour     | 2d tour     |
| Scrutin | 1er      | 1er      | %        | 2e                                      | 2e                                      | %                                       | 3e                                      | 3e                                      | %                                       | 4e                                      | 4e                                      | %                                       | 1er         | %           | 2e          | %           | 3e          | %           | 4e          | %           |
| --- | -------- | -------- | -------- | --------------------------------------- | --------------------------------------- | --------------------------------------- | --------------------------------------- | --------------------------------------- | --------------------------------------- | --------------------------------------- | --------------------------------------- | --------------------------------------- | ----------- | ----------- | ----------- | ----------- | ----------- | ----------- | ----------- | ----------- |
| Maïorales 2005 |          | ER       | 59       | Les données manquantes sont à compléter | Les données manquantes sont à compléter | Les données manquantes sont à compléter | Les données manquantes sont à compléter | Les données manquantes sont à compléter | Les données manquantes sont à compléter | Les données manquantes sont à compléter | Les données manquantes sont à compléter | Les données manquantes sont à compléter | Tour unique | Tour unique | Tour unique | Tour unique | Tour unique | Tour unique | Tour unique | Tour unique |
| Maïorales 2009 |          | SE       | 49,65    |                                         | ER                                      | 38,85                                   | Les données manquantes sont à compléter | Les données manquantes sont à compléter | Les données manquantes sont à compléter | Les données manquantes sont à compléter | Les données manquantes sont à compléter | Les données manquantes sont à compléter | Tour unique | Tour unique | Tour unique | Tour unique | Tour unique | Tour unique | Tour unique | Tour unique |
| Maïorales 2013 |          | SE       | 43,11    |                                         | ER                                      | 42,37                                   | Les données manquantes sont à compléter | Les données manquantes sont à compléter | Les données manquantes sont à compléter | Les données manquantes sont à compléter | Les données manquantes sont à compléter | Les données manquantes sont à compléter | Tour unique | Tour unique | Tour unique | Tour unique | Tour unique | Tour unique | Tour unique | Tour unique |
| Maïorales 2018 |          | ER       | 44,66    | Les données manquantes sont à compléter | Les données manquantes sont à compléter | Les données manquantes sont à compléter | Les données manquantes sont à compléter | Les données manquantes sont à compléter | Les données manquantes sont à compléter | Les données manquantes sont à compléter | Les données manquantes sont à compléter | Les données manquantes sont à compléter | Tour unique | Tour unique | Tour unique | Tour unique | Tour unique | Tour unique | Tour unique | Tour unique |
| Maïorales 2023, |          | SE       | 41,56    |                                         | ER                                      | 33,69                                   |                                         | LDPR                                    | 11,18                                   |                                         | KPRF                                    | 8,74                                    | Tour unique | Tour unique | Tour unique | Tour unique | Tour unique | Tour unique | Tour unique | Tour unique |
| Edouard Moskalyov est le chef de l'Administration militaire ukrainienne de Koursk depuis l'offensive dans l'oblast de Koursk ukrainienne en août 2024. |          |          |          |                                         |                                         |                                         |                                         |                                         |                                         |                                         |                                         |                                         |             |             |             |             |             |             |             |             |

### Maires
| Période                                  | Période           | Identité                       | Étiquette   | Qualité                                                  |
| ---------------------------------------- | ----------------- | ------------------------------ | ----------- | -------------------------------------------------------- |
| ?                                        | 2005              | Vassili Mikhaïlovitch Chmatkov | SE          | Ingénieur                                                |
| 4 juillet 2005                           | 11 octobre 2009   | Vladimir Tchouriline           | Russie unie |                                                          |
| 12 octobre 2009                          | 9 septembre 2018  | Vassili Mikhaïlovitch Chmatkov | SE          | Ingénieur,                                               |
| 9 septembre 2018                         | 10 septembre 2023 | Vladimir Diatchenko            | Russie unie | Électricien                                              |
| 10 septembre 2023                        | Août 2024         | Vitaly Slachtchev              | SE          | Juriste                                                  |
| Août 2024                                | En cours          | Edouard Moskalyov              | Aucun       | Chef de l'Administration militaire ukrainienne de Koursk |
| Les données manquantes sont à compléter. |                   |                                |             |                                                          |

## Population et société

### Évolution démographique
Recensements (*) ou estimations de la population
| 1856  | 1897* | 1926* | 1939* | 1959* |
| ----- | ----- | ----- | ----- | ----- |
| 4 500 | 7 433 | 5 996 | 3 700 | 4 004 |

| 1970* | 1979* | 1989* | 2002* | 2010* |
| ----- | ----- | ----- | ----- | ----- |
| 6 197 | 7 185 | 7 487 | 7 045 | 6 036 |

| 2012  | 2013  | 2014  | 2015  | 2016  |
| ----- | ----- | ----- | ----- | ----- |
| 5 852 | 5 762 | 5 722 | 5 684 | 5 648 |

### Composition ethnique
La ville de Soudja est principalement peuplée de Russes. Selon les résultats du recensement de la population de 2021, la répartition était la suivante :
| Ethnie     | Nombre de personnes | %      |
| ---------- | ------------------- | ------ |
| Russes     | 4926                | 96,08  |
| Ukrainiens | 56                  | 1,09   |
| Arméniens  | 19                  | 0,37   |
| Autres     | 126                 | 2,46   |
| Total      | 5127                | 100,00 |

## Économie

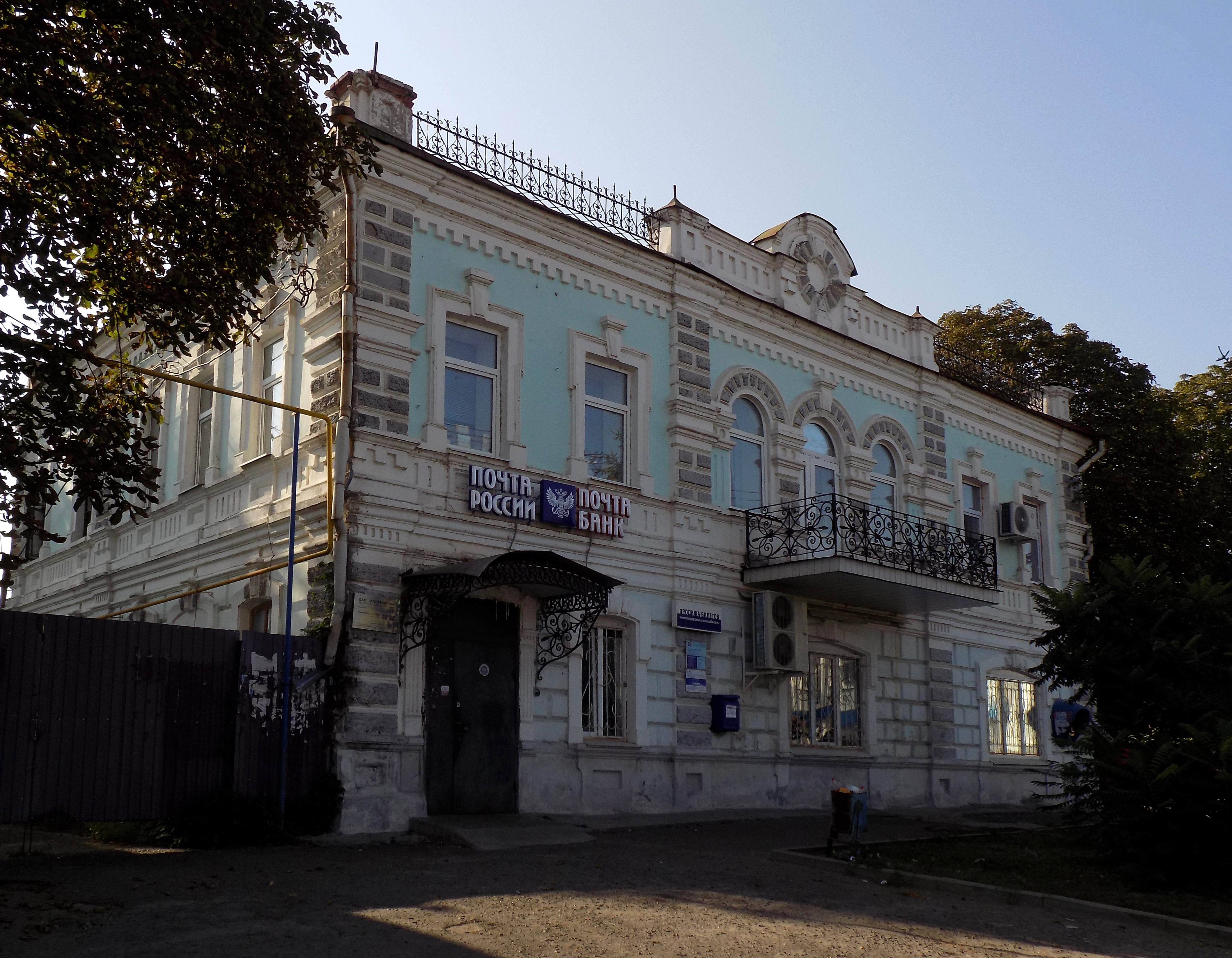
La poste.

Les entreprises de Soudja fabriquent des pièces détachées de tracteurs, des matériaux de construction, des produits alimentaires et des tapis. Les principales sont :
- OAO Spitozavod Rojdesvenski (ОАО "Спиртозавод 'Рождественский'") : alcool éthylique, alcool brut.
- ZAO Soudjanski miassokombinat (ЗАО "Суджанский мясокомбинат") : viande, saucisses.
- OAO Soudjanski maspodelny kombinat (ОАО "Суджанский маслодельный комбинат") : huile animale, lait en poudre.
- La dernière station de pompage du Gazoduc Ourengoï–Pomary–Oujhorod en Russie[28].